# Ljungaverk och Fränsta
Ljungaverk och Fränsta – miejscowość (tätort) w Szwecji, w regionie administracyjnym (län) Västernorrland, w gminie Ånge.
Według danych Szwedzkiego Urzędu Statystycznego liczba ludności wyniosła: 2062 (31 grudnia 2015), 2119 (31 grudnia 2018) i 2084 (31 grudnia 2019).